# Albert Noguera Fernández
Albert Noguera Fernández (Barcelona, 21 de novembre de 1978) és un jurista i politòleg català. És professor de dret constitucional a la Universitat de València.

## Biografia
És especialista en processos constituents i constitucionalisme a Llatinoamèrica, regió en la qual va residir durant gairebé una dècada. Es va doctorar en Dret a la Universitat de l'Havana, escrivint la seva tesi doctoral sobre la reforma constitucional cubana de 1992 i les transformacions ocorregudes a l'illa en els anys 90 arran de la caiguda del camp socialista. Va exercir com a assessor dels governs bolivià i equatorià en les Assemblees Constituents d'aquests països, participant de les comissions tècniques de redacció de la Constitució de Bolívia de 2009 i de l'Equador de 2008. Així mateix, va ser consultor de la Cort Constitucional equatoriana i professor visitant en diverses institucions acadèmiques de la zona, entre elles, la Universitat Nacional Autònoma de Mèxic, la Universitat Andina Simón Bolívar de Quito o als centres d'estudis llatinoamericans de la Universitat de Georgetown o la Universitat d'Àmsterdam. Una de les seves obres més citades en aquesta matèria és Els drets socials en les noves constitucions llatinoamericanes, publicada en 2010.
Acostuma a escriure també textos en l'àmbit de la teoria de l'Estat, en els quals partint del constitucionalisme crític, el marxisme i el corrent del pluralisme jurídic, se centra en l'anàlisi i la formulació de propostes per generar igualtat social i noves pràctiques de garantia dels drets en el marc dels processos de desmantellament de l'Estat social i transició cap a les societats neoliberals i post-neoliberals. Alguns llibres seus en aquests temes són Utopia i poder constituent. Els ciutadans davant els tres monismes de l'Estat neoliberal, de 2012, La igualtat davant la fi de l'Estat social. Propostes constitucionals per construir una nova igualtat, de 2014, o El subjecte constituent. Entre el vell i el nou, de 2017.
És membre fundador del Grupo Ruptura, que aglutina professores i professors de l'esquerra transformadora de diferents universitats d'Espanya i col·labora habitualment en mitjans de comunicació com El Diario o CTXT.

## Llibres
- Albert Noguera. Derecho y Hegemonía. Un estudio socio-jurídico de la Cuba actual (Buenos Aires: Ediciones Cooperativa. 2007). ISBN 978-987-1246-47-2
- Albert Noguera. El Derecho en la legitimación del Poder. Del constitucionalismo liberal clásico a la crisis del Derecho Constitucional (Buenos Aires: Ediciones Cooperativa. 2007). ISBN 978-987-1246-54-0
- Albert Noguera. Constitución, plurinacionalidad y pluralismo jurídico en Bolivia (La Paz: Enlace. 2009).
- Albert Noguera. Los derechos sociales en las nuevas Constituciones latinoamericanas (Valencia: Tirant lo Blanch. 2010). ISBN 978-84-9876-830-5
- Albert Noguera y Germano Schwartz (eds.). Cultura e identidade em tempo de transformações. Reflexões a partir da teoria do direito e da sociologia (Cuiritiba; Editora Júrua. 2011). ISBN 978-85-3623-480-9
- Albert Noguera. Utopía y Poder Constituyente. Los ciudadanos ante los tres monismos del Estado neoliberal (Madrid: Sequitur. 2012). ISBN 978-84-1570-704-2
- Albert Noguera (ed.). Crisis de la representación y nuevas formas de participación política (Valencia: Tirant lo Blanch. 2013). ISBN 978-84-9004-967-9
- Albert Noguera y Adoración Guamán. Derechos sociales, integración económica y medidas de austeridad: la UE contra el constitucionalismo social (Albacete: Bomarzo. 2014). ISBN 978-84-15923-63-3
- Albert Noguera. La igualdad ante el fin del Estado social. Propuestas constitucionales para construir una nueva igualdad (Madrid: Sequitur. 2014). ISBN 978-84-15707-16-5
- Albert Noguera y Adoración Guamán (Dir.), Lecciones sobre Estado social y derechos sociales (Valencia: Tirant lo Blanch, 2014). ISBN 978-84-9053-791-6
- Albert Noguera y Marco Navas. Los nuevos derechos de participación ¿derechos constituyentes o constitucionales? Un estudio del modelo constitucional de Ecuador (Valencia: Tirant lo Blanch. 2016). ISBN 978-84-9086-895-9
- Albert Noguera. El sujeto constituyente. Entre lo viejo y lo nuevo (Madrid: Trotta. 2017). ISBN 978-84-9879-694-0
- Albert Noguera. La ideología de la soberanía. Hacia una reconstrucción emancipadora del constitucionalismo (Trotta. 2019). ISBN 978-84-9879-807-4
- Albert Noguera (coord). Regular los alquileres. La lucha por el derecho a una vivienda digna en España (Tirant lo Blanch. 2022). ISBN 9788411304047
- Albert Noguera. El asalto a las fronteras del Derecho. Revolución y Poder constituyente en la era de la ciudad global (Trotta. 2023). ISBN 978-84-1364-096-9